# Ал-Ахзаб
Сура ал-Ахзаб (на арабски: سورة الأحزاب), е 33-та сура от Корана. Състои се от 73 айета, и се низпослава в Медина. Наименувана е ал-Ахзаб въз основа на сурата, айет от 9 до 27, които разказват за битката при Хандак, започната от евреите, които се свързват с лицемерите и езичниците спрямо мюсюлманите в Медина.